# William Tilghman

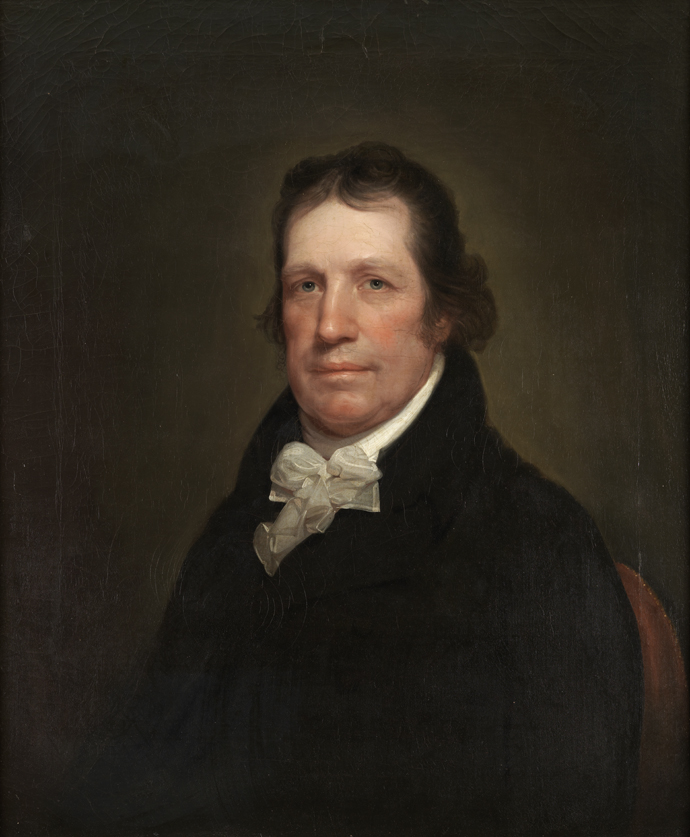
William Tilghman (Rembrandt Peale, ca. 1819)

William Tilghman (* 12. August 1756 im Talbot County, Province of Maryland; † 30. April 1827 in Philadelphia, Pennsylvania) war ein US-amerikanischer Jurist und Politiker.

## Leben
Tilghman besuchte das College of Pennsylvania, die spätere University of Pennsylvania. 1783 wurde er in die Anwaltskammer von Maryland aufgenommen. In seinem Heimatstaat war er ab 1788 auch politisch als Mitglied des Abgeordnetenhauses sowie des Staatssenats tätig. Zudem gehörte er 1789 als Vertreter Marylands dem Electoral College an, das George Washington zum ersten US-Präsidenten wählte.
1793 zog Tilghman nach Philadelphia. Durch Präsident John Adams wurde er 1801 zum Richter am United States Circuit Court für den dritten Gerichtskreis ernannt, was er bis zum 1. Juli 1802 blieb. Ab 1805 war er Oberster Richter am Supreme Court of Pennsylvania; diesen Posten hatte er bis 1827 inne. Im Jahr 1811 kandidierte er als Föderalist für das Amt des Gouverneurs, konnte sich jedoch nicht gegen seinen Rivalen Simon Snyder durchsetzen.
Tilghman war Mitglied der American Philosophical Society und von 1824 bis zu seinem Tode deren Präsident.